# Via Giovanni da Verrazzano
Via Giovanni da Verrazzano si trova a Firenze, da piazza Santa Croce a via Ghibellina, e incontra, a circa due terzi del tracciato, sulla destra, via del Fico.

## Storia
La denominazione, deliberata dalla giunta comunale nel luglio del 1901, è un omaggio al navigatore Giovanni da Verrazzano che, probabilmente, nacque in questa strada in un palazzo della sua famiglia, originaria del castello di Verrazzano (Greve in Chianti). Precedentemente, come attesta ad esempio la pianta di Firenze disegnata da Ferdinando Ruggieri nel 1731, il tratto era denominato via della Fogna, "per una condotta d'acqua sotterranea che doveva drenare la Piazza Santa Croce" (Bargellini-Guarnieri). 

## Descrizione
Si tratta di una strada del tutto secondaria nell'ambito della viabilità cittadina e, in quanto tale, appartata e silenziosa.

### Edifici
| Immagine | N° | Nome                                  | Descrizione |
| -------- | -- | ------------------------------------- | --- |
|          | 1  | Palazzo di Maffeo Barberini           | L'identificazione del palazzo noto come Barberini non è chiara, dato che il repertorio di Bargellini e Guarnieri lo indica sulla cantonata di piazza Santa Croce (al n. 5) mentre Walther Limburger lo identifica con quello al n. 8, segnato, come annota lo studioso, da un'altana coperta. Probabilmente non vi sono errori nelle diverse indicazioni, stando a quanto scrive Marco Lastri alla fine del Settecento: "le case dei Barberini o da Barberino eran sulla stessa piazza dirimpetto all'Antella, e ve ne son parecchie, le quali conservano ancora il patronato medesimo". Qui nacque, nel 1568, Maffeo Barberini, successivamente papa col nome di Urbano VIII. Successivamente la proprietà è passata alla famiglia Corsini. |
|          | 2  | Casa                                  | Si tratta di una casa modesta, posta circa a metà della via, segnalata nel repertorio di Bargellini e Guarnieri per la presenza di una lunga memoria relativa al primo Giubileo del 1300, che un certo Ugolino volle apporre, di ritorno da Roma, su questa sua casa (si veda sotto). |
|          | 6  | Casa della Compagnia della Nunziata   | Si tratta di una modesta casa a schiera, come la maggior parte di quelle che sono in fregio a questo lato della strada, con il fronte di due assi attualmente sviluppato su cinque piani. Nonostante non presenti elementi architettonici significativi, possiede al pian terreno un pietrino della Compagnia della Nunziata, in cui è riconoscibile forse un vaso da cui spuntavano tre gigli. |
|          | 10 | Casa                                  | La casa, oggi con tre piani sopraelevato e due assi, ha sulla facciata uno stemma alquanto consunto. Alla base di esso si legge il numero 10, che fa pensare all'inventario di una qualche confraternita o istituzione religiosa che dovette possedere l'edificio. |
|          | 11 | Ex-palazzo Della Ripa                 | Si tratta di una palazzina di cinque piani più un attico, eretta sull'angolo tra via Verdi e via Ghibellina (canto degli Aranci, con retro su via Da Verrazzano) nel 1961-1962, su progetto dell'architetto Rolando Pagnini in collaborazione con Giorgio Giuseppe Gori. Il carattere moderno dell'edificio non meriterebbe particolari note se non per la notevole storia del luogo precedentemente all'odierna realizzazione. Qui era infatti un'antica costruzione caratterizzata da un ampio giardino, più volte ricordata dalla letteratura come luogo deputato al ritrovo di 'poeti improvvisatori', notevolmente restaurata e ingrandita nel 1835 dall'architetto Niccolò Matas. Giunta notizia di una sua possibile demolizione per far spazio a una moderna palazzina, l'edificio fu dichiarato di particolare interesse e quindi sottoposto a vincolo architettonico con Decreto Ministeriale del 22 settembre 1958, segnalando sia il valore storico del luogo, sia la presenza di alcuni ambienti decorati con pitture murali con scene della Divina Commedia di Dante, sia, soprattutto, la necessità di salvaguardare il contesto urbano del quadrivio, segnato dall'altra grande realizzazione ottocentesca del teatro Verdi. Impugnato dai proprietari il decreto, questo venne annullato su pronunzia del Consiglio di Stato nel maggio 1960. Le demolizioni impietose iniziarono così lo stesso anno. |
|          | 16 | Casa                                  | La casa in angolo con via del Fico presenta al piano terra alcune strutture in pietra a vista che ne ricordano l'origine medievale. A parte ciò, si tratta di un edificio privo di elementi architettonici d'interesse, con una facciata su via Giovanni da Verrazzano di due piani per quattro assi, probabile frutto dell'accorpamento di due precedenti unità abitative. Su via del Fico si trova una targa dei Signori Otto che vieta il meretricio nella strada. |
|          | 20 | Casa natale di Giovanni da Verrazzano | In angolo con via Ghibellina 89, l'edificio qui ha il fronte principale, che appare ridisegnato nella prima metà dell'Ottocento, seppure su una più antica costruzione. Il fronte si sviluppa su quattro piani con un balcone a coronare il portone; sul tetto si intravede un torrino. Per quanto elegante non presenta peculiarità architettoniche, e tuttavia è da segnalare per essere stato individuato come casa natale del navigatore Giovanni da Verrazzano, come indica una memoria posta dal Comune nel 1909. Un'altra lapide, posta nel 1916, è presente sul torrino. Di lato, vicino alla cantonata di via Ghibellina, è un tabernacolo con una Sacra Famiglia attribuita a Giovanni da San Giovanni. |

### Lapidi
Al 2 si trova l'iscrizione che un tale Ugolino volle far apporre di ritorno dal suo epocale viaggio a Roma per il Giubile del 1300. La lapide è in latino, tranne l'ultima parte dove, dopo aver elencato le ragione della storicità dell'evento, si annota che "Andovi Ugolino co' la moglie" in volgare. 
Ma
| AD PERPETUĀ MEMORIĀ PATEA T OM̄IB) EVIDEN̄T HANC PAGINAM I NSPECTURIS Q{ ŌĪPOTĒS DEUS Ī AN̄O DN̄I NR̄I IHU XRI MCCC SPECIALEM G RĀM CŌTULIT XR̄IANIS SĀMSEPULCR U QD) EXSTITERAT A SARACENIS OCU PATŪ RĒCOVICTŪ Ē A TARTARIS 7 X RĪANIS RESTITŪTU 7 CŪ EODEM ANO F UISSET A PAPA BONIFATIO SOLLEPNIS REMISSIO ŌĪŪM PECCATO℞ VIDELIC ET CULPA℞ 7 PENA℞ OMIB{ EŪTI B) ROMĀ INDULTAMŁTI EX IPĪS TAR TARIS AD DICTA INDULGENTIĀ ROM AM.ACCESSERUNT⁂E ANDOVI UGOLI ⁂ NO CHO LA MOLGLE __ |

La trascrizione in latino corretto è: "Ad perpetua(m) memoria(m) pateat om(n)ib(us) evident(er) hanc paginam inspecturis q(uod) O(mn)ipote(n)s Deus i(n) an(n)o d(omi)ni n(ost)ri I(e)su Xr(ist)i MCCC specialem gra(tia)m co(n)tulit Xr(ist)ianis Sa(nctu)m Sepulcru(m) q(uo)d extiterat a Saracenis ocupatu(m) reco(n)vicu(m) e(st) a Tartaris (et) Xr(ist)ianis restitutu(m) (et) cu(m) eodem an(n)o fuisset a papa Bonifatio solle[p](m)nis remissio o(mn)ium peccator(um) videlic et culpar(um) (et) p(o)enar(um) om(n)ib(us) eu(n)tib(u)s Roma(m) indulta(m) m(u)lti ex ip(s)is Tartaris ad dicta(m) indulgentia(m) Romam accesserunt E ando(v)vi Ugolino c[h]o(n) la mo[l]gle". La traduzione è: «A eterna memoria, sia noto chiaramente a tutti coloro che leggeranno questa lastra che l'Onnipotente Dio, nell'anno del Signore nostro Gesù Cristo 1300, concesse una grazia speciale ai Cristiani: il Santo Sepolcro, che era stato occupato dai Saraceni, fu riconquistato dai Tartari e restituito ai Cristiani. E nello stesso anno, papa Bonifacio concesse una solenne remissione di tutti i peccati, cioè delle colpe e delle pene, a tutti coloro che si recavano a Roma. Molti perfino di questi stessi Tartari si recarono a Roma per ottenere la suddetta indulgenza e vi andò anche Ugolino con la moglie».
L'altra targa è legata alla casa natale di Giovanni da Verrazzano:
| QUI NELLA CASA DEI SUOI MAGGIORI OVE EBBE I NATALI GIOVANNI DA VERRAZZANO ANIMOSO NAVIGATORE CHE INTORNO AL 1524 VELEGGIANDO I MARI ATLANTICI E DISCOPRENDO PER PRIMO IL FIUME CHE EBBE NOME DA HUDSON MOSTRÒ AL MONDO COME LA SUA FIRENZE SAPESSE VERAMENTE "BATTER LE ALI" PEI MARI LONTANI IL COMUNE FIORENTINO VOLLE POSTA QUESTA MEMORIA NELL'ANNO 1909 IN CUI L'AMERICA CELEBRAVA I CONTINUATORI INGLESI DELL'OPERA DI TANTO CITTADINO |

Un'altra piccola targa si trova sotto il tabernacolo di Giovanni da San Giovanni:
| LA SACRA FAMIGLIA AFFRESCO DI GIOVANNI MANNOZZI DETTO DA SAN GIOVANNI 1590-1636 |